# オキエイコ
オキ エイコ（1987年11月30日 - ）は、日本のイラストレーター、漫画家。主に書籍・雑誌・SNS・広告などでの漫画・イラスト制作を行っている。動物愛護活動の一環として自身の株式会社を設立し、実業家としての側面も持つ。

## 経歴
メーカーでの企画開発部・Webデザイナー業として働いたのち、2018年フリーランスイラストレーターとして独立。
主な仕事は書籍・雑誌・SNS・広告などでの漫画・イラスト制作。ジャンルは育児・猫・貯金・暮らし・旅行などライフスタイルについて幅広く手がける。
2022年9月29日に株式会社nancocoを設立し、代表取締役を務める。「ねこヘルプ手帳」を始めとする、ペット防災アイテムの企画制作・販売を行う。
2023年に行ったMakuakeでの「ねこヘルプ手帳」のクラウドファンディングでは、目標額の2694％の金額を集め、各新聞社などから注目を浴びる。
2024年度にキャラクター「もしも猫」のキャラクターデザインを務め、同作品「もしもなんて来ないと思ってた猫」の書籍を出版する。

## エピソード
2017年以前は「オキ」という名前で活動していたが、最初の書籍出版のタイミングで改名。画数と響きが良かった”オキ エイコ”にペンネームを改名。
会社経営は本名である荻野朱加として、代表取締を務めている。
保護猫活動にも力を入れており、売り上げの一部を保護猫団体へ寄付する商品やグッズにも積極的に参加している。

## 作品一覧

### 書籍

#### 著書
- ねこ活はじめました（KADOKAWA）
- なんとかここまでやってきた（KADOKAWA）
- もしもなんて来ないと思ってた猫（実業之日本社）
- 一生お金に困らない貯め方増やし方（ナツメ社）共著：飯村久美
- マンガでカンタン!お金と経済の基本は7日間でわかります。（学研）共著：八木陽子
- どっちが正しい？ 幸せになるねこ暮らし（ワニブックス）共著：獣医にゃんとす

#### 関連書籍
- のびのび子育て（PHP研究所）[7]
- 女性セブン（小学館）[8]
- MacFan（マイナビ出版）
- 「げぼく」の教科書（二見書房）
- イチバンやさしい簿記入門（西東社）
- イラストとマンガでわかる! はじめての経理のおしごと（ソーテック）
- さくらと猫（KADOKAWA）

### グッズ・コラボキャンペーン等
- 日清食品「日清麺職人」パッケージ[9]
- プレミィコロミィ「ノベルティハンカチ」デザイン[10]
- 旭化成「サランラップ劇場」[11]
- 辰馬本家酒造株式会社「白鹿ネコダスケ」[12]

## 受賞歴
- Panasonic「やさしさにふれて」 - グランプリ受賞[13]
- freee「給付金をきっかけに」 - 入賞[14]